# Rhaphidophora australasica
Espèce
Rhaphidophora australasica est une espèce de la famille des Araceae endémique du Queensland septentrional en Australie.

## Description
Rhaphidophora australasica est une plante grimpante subtropicale avec de longues tiges qui restent nues à une certaine distance du sol,. Elle s'accroche aux autres plantes et aux troncs d'arbres grâce à ses racines poussant le long des tiges. Les tiges sont gris-vertes et d'un diamètre de 1,5 cm. Elle peut atteindre une taille de 10 à 20 m.
Les feuilles de R. australasicasont grandes et se trouvent portées par de longues tiges ailées. Les feuilles sont glabres et alternes. En général, la taille des limbes est de 25 à 38 cm de long pour une largeur de 7 à 13 cm mais elles peuvent pour les proportions maximales s'étendre de 13 à 50 cm de long et de 4 à 15 cm. Les pétioles sont de 17 à 23 cm. Comme de nombreuses Aracées, les capitules fleuris de ces plantes, ressemblent à des arums, apparaissant en été, sont solitaires et visibles. L'épi atteint 8 cm de long dans le fruit. Le spathe de la tête tombe facilement, en révélant l'épi.

## Distribution
Rhaphidophora australasica est une plante endémique du Queensland septentrional et des zones côtières environnantes en Australie,.
Bien que son habitat naturel soit la forêt tropicale du Queensland, elle s'adapte très bien aux intérieurs des habitations.

## Taxonomie
Le nom correct complet (avec auteur) de ce taxon est Rhaphidophora australasica F.M.Bailey.
Rhaphidophora australasica a au moins deux synonymes :
- Rhaphidophora hollrungii Engl.
- Rhaphidophora iboensis K.Krause

Le botaniste britannique Peter C. Boyce place cette espèce dans avec Rhaphidophora guamensis est selon lui, placé dans le « Groupe Spathacea (Hollrungii) » (un de ses 9 groupes du genre Rhaphidophora) avec d'autres espèces présentes à Guam, en Australie, Nouvelle-Guinée et Micronésie comme Rhaphidophora guamensis, Rhaphidophora spathacea, Rhaphidophora versteegii et Rhaphidophora waria).

### Étymologie
L'étymologie du nom générique et de l'épithète spécifique de Rhaphidophora australasica est la suivante : Rhaphidophora vient du grec, rhaphis qui signifie «aiguille» et du grec phoros signifiant «portant», car le fruit porte de nombreuses pointes en forme d'aiguilles ; australasica est une terminologie botanique latine pour australienne ou australasienne.

## Médecine
En médecine aborigène, cette plante est utilisée, au moyen d'une décoction préparée à partir de feuilles et de racines, pour se débarrasser des douleurs rhumatismales. Cependant, la décoction provoque une sensation de démangeaison. Il ne semble pas y avoir en 2023 d'étude pharmacologique sur cette plante.